# Elron
Eesti Liinirongid AS, або Elron (до 2013 року Elektriraudtee AS) — естонська державна компанія з обслуговування залізничних пасажирських перевезень.

## Історія
Elektriraudtee AS заснований 23 грудня 1998 року, відокремившись від Естонської залізниці. 15 листопада 2000 року всі акції були передані Естонській Республіці. З січня 2004 року введена нова платіжна система за допомогою ручних терміналів, які замінили картонні квитки. З травня 2007 року, за маршрутом Таллінн — Кейла, ходить перший експрес-поїзд. У вересні 2013 року компанія змінює назву на Eesti Liinirongid AS (Elron).[джерело?]
29 червня 2013 року була заключена угода між Естонською Республікою та Elron про обслуговування залізничних пасажирських перевезень до 2018 року.[джерело?]

## Мережа

### Міжміські
- Західний (Таллінн — Пяескюла — Кейла — Рийзипере/Палдиски/Клоогаранна)
- Південно-західний (Таллінн — Рапла — Лелле — Пярну/Вільянді)
- Східний (Таллінн — Аегвійду — Тапа — Нарва/Тарту)
- Південно-східний (Тарту — Кайдула/Валга)

Послуги на маршруті Таллінн– Пярну припинилися в грудні 2018 року. 
Лінія потребувала суттєвої модернізації, і вважалося недоцільним витрачати на це гроші приблизно за 8 років до того, як Rail Baltica має надавати набагато швидші послуги до Пярну. 

### Приміські

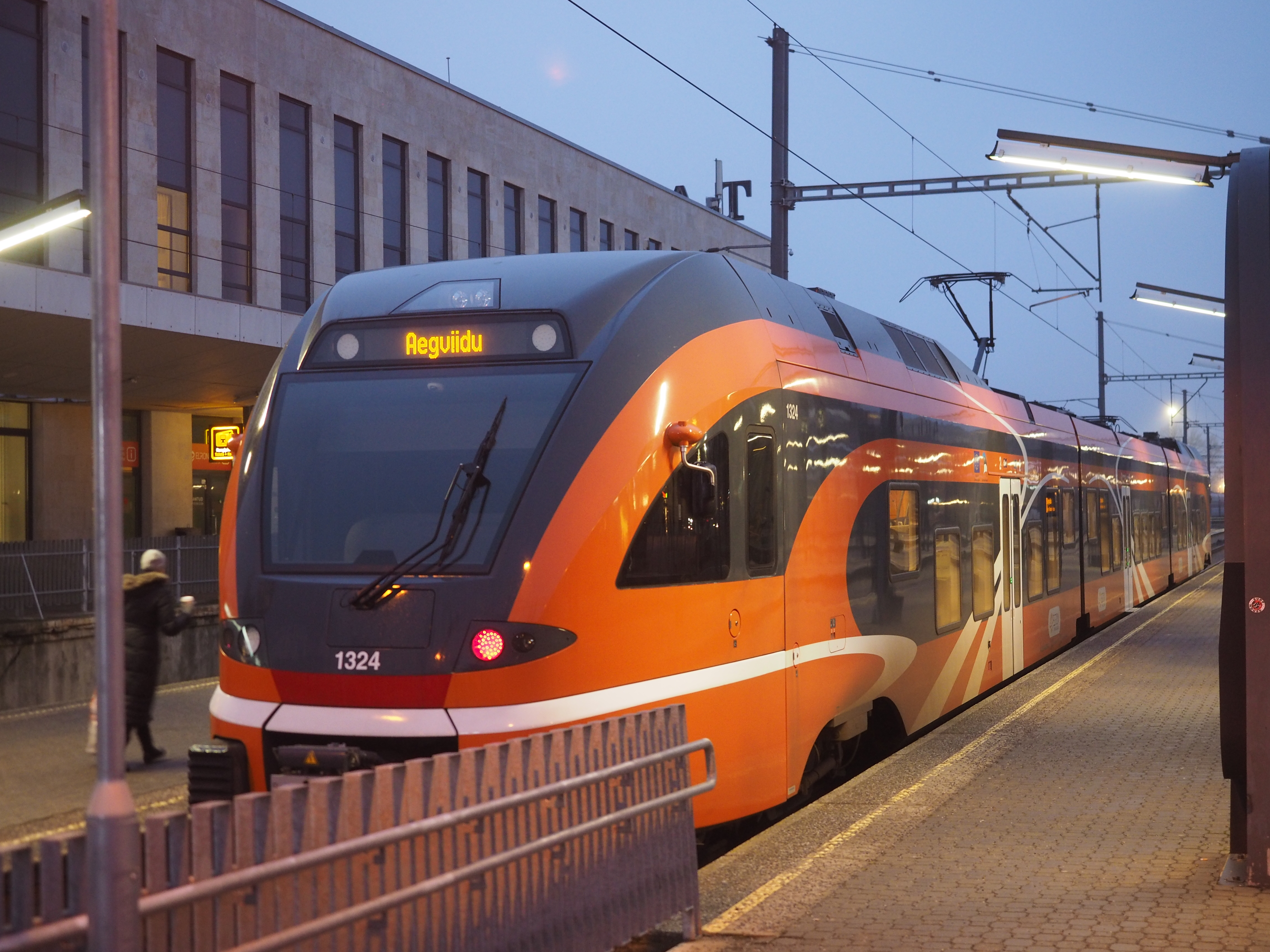
Приміський потяг до Аегвіїду на станції Таллінн-Балтійський

Мережа Талліннської приміської залізниці електрифікована, і вона простягається на схід і захід від станції Таллінн-Балтійський, загальна довжина мережі становить 132 км. 
Лінія на схід прямує до Аегвіїду. 
Лінія, що прямує на захід, проходить до міста Кейла, де вона розгалужується на дві гілки, що продовжуються до Порт Південний (Палдіскі) та вглиб країни до Турби. 
Відгалуження Палдіскі розгалужується на лінію до Клоога та коротке відгалуження веде до пляжу на Клооґаранна.
Роботи з модернізації колії та станцій проходили на початку 2010-х років. 

## Рухомий склад

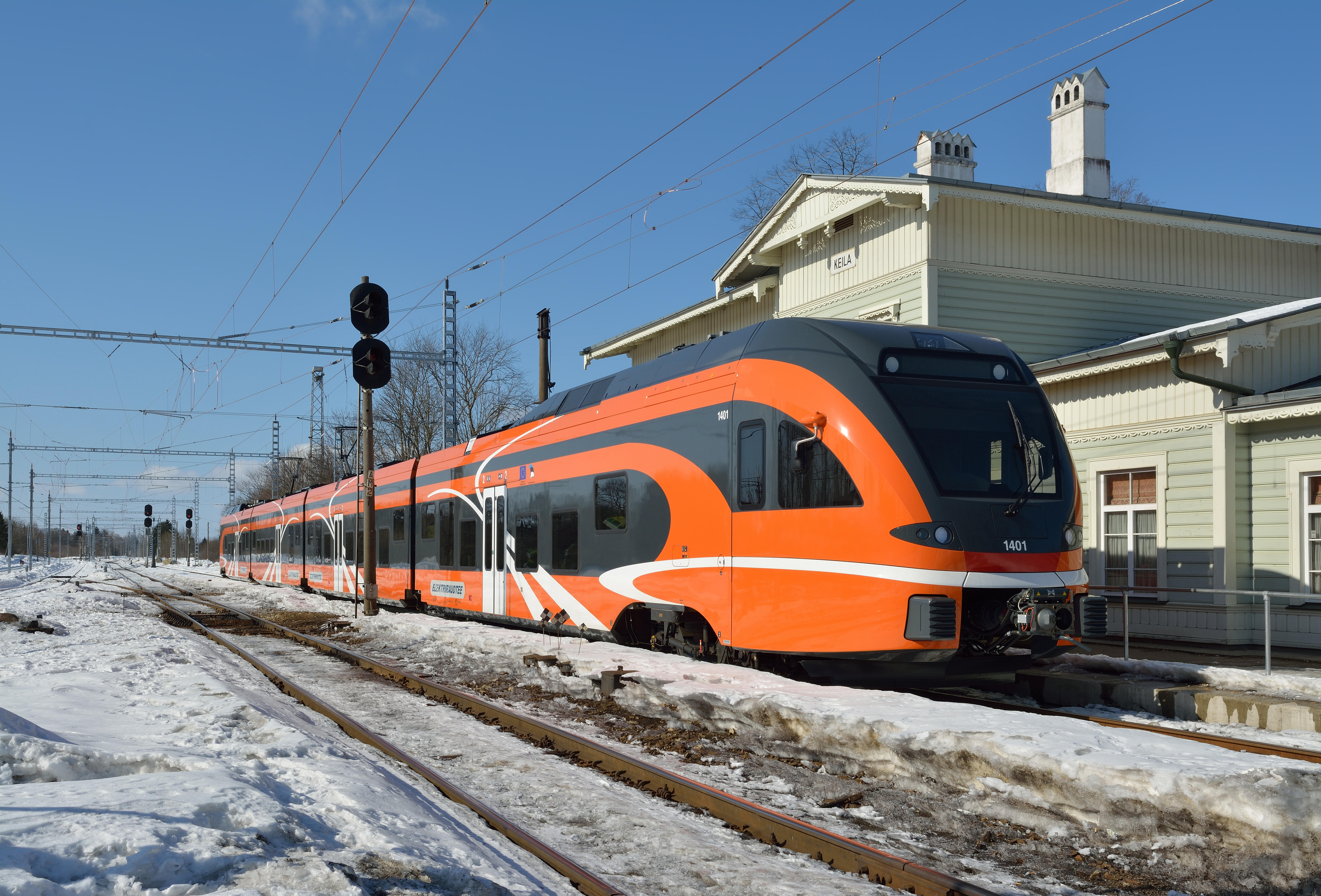
Stadler Flirt у Кейлі

На початок 2020-х Elron використовує 38 електро- та дизель-електричних поїздів Stadler FLIRT.
Постачання 12 тривагонних і 6 чотиривагонних EMU, 6 двовагонних, 8 тривагонних і 6 чотиривагонних DEMU

потягів, побудованих Stadler Rail, почалося у 2012 році; до червня 2014 року всі потяги прибули до Естонії. 

Станом на 2015 рік усі старі радянські потяги були зняті з експлуатації.
Станом на червень 2019 року Elron отримав дозвіл на придбання 4 нових гібридних поїздів з можливістю додавання 2 електропоїздів. 
Рішення було пов’язане з перевантаженістю (станом на 2019 рік) на найпопулярніших маршрутах, враховуючи збільшення кількості пасажирів більш ніж на третину після заміни рухомого складу на парк Stadler у 2014 році. 

У жовтні 2020 року Елрон оголосив, що Škoda Transportation виграла тендер із закупівлі шести нових електропоїздів з опцією придбання ще 10. Škoda надасть шість подвійних електропоїздів (Škoda 21Ev, InterPanter), що мають почати курсувати на електрифікованому маршруті Таллінн-Тарту в грудні 2024 року. 
Загальна вартість шести поїздів становить 56,2 мільйона євро. 
Випуск у другій половині 2024 року. 
Планується, що поїзди матимуть ряд змінних сидінь, які можна пересувати, щоб створити більше місця для велосипедів влітку та більше місць для сидіння взимку. 

Потяги Škoda та Stadler працюватимуть одночасно, починаючи з 2024 року.